# Atrichum selwynii
Atrichum selwynii är en bladmossart som beskrevs av Coe Finch Austin 1877. Atrichum selwynii ingår i släktet sågmossor, och familjen Polytrichaceae. Inga underarter finns listade i Catalogue of Life.